# 英國海外航空781號班機空難
英國海外航空781號班機空難是由一架彗星型客機（DH-106型）執行由羅馬至倫敦航線。格林尼治標準時間10時正，飛機突然在地中海上空發生爆炸解體，機上29名乘客（包括10名小孩）及6名機員無人生還。

## 經過
1954年元旦結束後10天，781號班機由一架彗星型客機（DH-106型）於早上10時31分起飛由羅馬前往倫敦。
早上10時51分，另一架英國海外航空的DC-4 (B.O.A.C. Flight 531)（機身編號G-ALHJ）與781號班機的機長以無線電取得聯繫並相討天氣狀況。不久，通訊突然間中斷，781號班機機長最後跟DC-4機長的通話內容是：「George How Jig, did you get my…」。早上10時57分，有漁民發現有飛機的殘骸從天而降。
事故造成全機35人死亡（包括29名乘客和6名機組人員）。

## 調查
在此次事故前，彗星型客機已發生了4次事故，造成54人死亡及2架客機報銷。1953年3月3日，加拿大太平洋航空一架执行交付飞行的彗星客机从卡拉奇起飞后坠毁，机上11人全部罹难。最嚴重的是1953年5月2日在印度一次風暴，將从加尔各答内塔吉·苏巴斯·钱德拉·鲍斯国际机场起飞飞往德里的英國海外航空783航班機翼摧毀，導致機上43人死亡。
為安全起見，英國海外航空立即停飛旗下所有同型機，其他航空公司隨即跟進。
起初，航空公司及民航局並沒有確實深究意外起因，只是認為飛機爆炸是因為引擎故障或機艙失火。英國海外航空為其彗星機隊進行60多項改良，當中主要是引擎及機上防火系統。同年3月，彗星型客機再度投入服務。
可是到了同年4月8日，南非航空201號班機（南非航空向英國海外航空租用的彗星型客機）從羅馬前往南非約翰尼斯堡途中，再度於地中海上空以跟781號班機非常相似的方式爆炸解體，及造成全機21人罹難的慘劇後（包括14名乘客和7名機組人員），英國海外航空及英國民航局終於意識到事態嚴重，於是彗星型客機的適航證被英國民航局撤銷。
調查當局將兩宗空難集中調查。由於201號班機殘骸深入地中海1000米深的海底，因此調查工作集中於781號班機的殘骸。

### 金屬疲勞

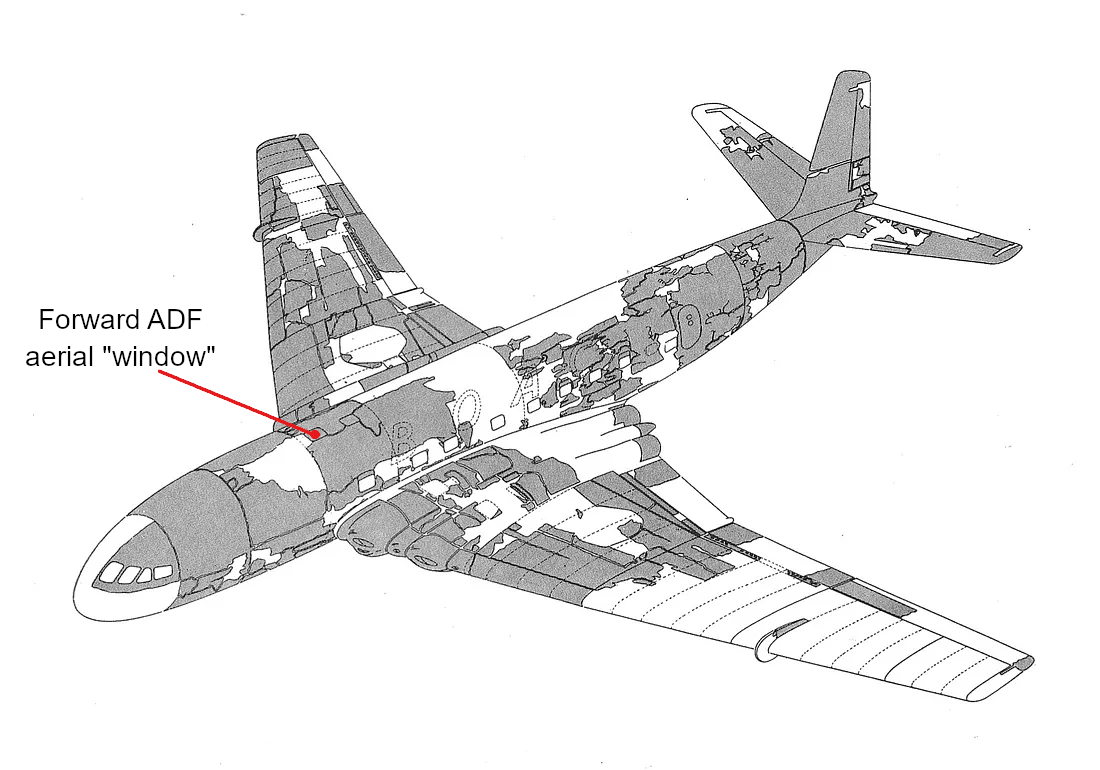
被打撈起的781號班機部份殘骸（陰影部分），箭咀所指的正是飛機首先破裂的地方

意外調查發現，肇事的彗星型客機的設計出現嚴重瑕疵：機身蒙皮厚度不足，出現了破裂的痕跡，機上的加壓系統在飛機長期在高空、高速環境下，機內外氣壓不平均，導致金屬疲勞，最終從機頂天窗的鉚釘部分爆裂。飛機突然在高空失壓，機上的乘客亦因機艙的氣壓突變而往機頂撞擊，這亦與驗屍結果吻合。
另外，飛機機體雖然以流線型設計，可是卻不能長時間承受高速飛行時的衝擊。一些曾駕駛過彗星型客機的機長表示，飛機在高速飛行時，好像遭遇到強大的阻力。因此，調查員認為，飛機同時承受內外氣壓不均，加速了金屬疲勞導致一連串相似的空難。這讓人們了解氣壓和阻力的力量比想像高得多。

## 事故之後
1955年2月公佈的調查報告中，詳細指出彗星式客機意外原因，並提出若干改善飛機設計的建議，防止日後重蹈覆轍。其後彗星機生產商德哈維蘭跟進，於同年年尾推出其改良型「彗星三型」，1958年再推出「彗星四型」。可是，在連串空難的陰霾下，彗星式改良型飛機得不到客戶垂青，令德哈維蘭陷入財政困難。其後，彗星飛機只能獲得小部份客戶，如馬來亞航空（新加坡航空前身）、英國空軍的小部份訂單。
針對彗星式設計問題，波音於1958年正式投入服務的波音707客機，比彗星式來得更先進。它的後掠翼、更為流線型的機身設計，比彗星式更能承受空氣阻力設計。而更大的載客量、更遠航程、更低營運成本，都令彗星式望塵莫及。最終令彗星式於1964年停產，服役中的彗星式更於60年代中期陸續退下火線。

## 其他
- 南非航空201號班機
- 商業客機事故列表

## 外部連結
- 墜機前的G-ALYP （页面存档备份，存于）
- Aviation Safety Network 報告 （页面存档备份，存于）